# NGC 7377
NGC 7377 est une vaste galaxie spirale située dans la constellation du Verseau. Cette galaxie a été découverte par l'astronome germano-britannique William Herschel en 1786. Sa vitesse par rapport au fond diffus cosmologique est de 3 017 ± 25 km/s, ce qui correspond à une distance de Hubble de 44,5 ± 3,1 Mpc (∼145 millions d'al).
NGC 7377 a été utilisée par Gérard de Vaucouleurs comme une galaxie de type morphologique SA(s)0/a pec dans son atlas des galaxies,
.
NGC 7377 est une galaxie LINER, c'est-à-dire une galaxie dont le noyau présente un spectre d'émission caractérisé par de larges raies d'atomes faiblement ionisés. Selon la base de données Simbad, NGC 7377 est une galaxie active de type Seyfert 2
À ce jour, cinq mesures non basées sur le décalage vers le rouge (redshift) donnent une distance de 27,360 ± 9,800 Mpc (∼89,2 millions d'al), ce qui est nettement à l'extérieur des valeurs de la distance de Hubble. Notons que c'est avec la valeur moyenne des mesures indépendantes, lorsqu'elles existent, que la base de données NASA/IPAC calcule le diamètre d'une galaxie et qu'en conséquence le diamètre de NGC 7365 pourrait être d'environ 112 kpc (∼365 000 al) si on utilisait la distance de Hubble pour le calculer.

## Classification
Jusqu'à tout récemment toutes les sources consultées classifaient cette galaxie comme lenticulaire. Mais, récemment le professeur Seligman en examinant une image très détaillée réalisée par l'astrophotographe Mark Hanson a modifié sa classification. Cette image montre en fait qu'il s'agit d'une galaxie spirale très pertubée de type (R)SA(rs)a pec.

## Groupe de NGC 7377
Selon A. M. Garcia, NGC 7377 est le principal membre d'un groupe de galaxies qui porte son som. Le groupe de NGC 7377 renferme au moins 10 membres. Les autres galaxies sont NGC 7359, NGC 7365, NGC 7392, IC 5261, ESO 534-24, ESO 603.12, ESO 603-20, ESO 603-6 et ESO 603-8.
De plus, selon Soares et ses collègues, NGC 7377 et ESO 534-24 forment une paire de galaxies.
La galaxie LEDA 816527 est située à proximité de NGC 7377 dans le ciel, mais aucune donnée n'est disponibles pour celle-ci, sauf ses coordonnées et sa taille apparente, sur les bases de données galaxie NASA/IPAC et Simbad. Cependant, NASA/IPAC indique qu'il s'agit d'une galaxie d'arrière plan.